# Dave Beasant
David John "Dave" Beasant, (født 20. marts 1959 i Willesden, London) er en engelsk tidligere fodboldspiller (målmand). Han begyndte sin karriere sent i 1970'erne. Han var en type af spiller, der hyppigt skiftede klub, hvilket inkluderer Wimbledon, Newcastle United, Chelsea, Southampton, Nottingham Forest, Portsmouth, Tottenham Hotspur, Brighton & Hove Albion og Wigan Athletic.
Han spillede i hans karriere 2 kampe for England. Han deltog desuden ved VM i fodbold 1990.